# Fyns Guvernement
Fyns Guvernement var et dansk guvernement fra 1815 til 1848, der var ledet af en guvernør (kronprinsen). Dets geografiske udstrækning var Fyn og Langeland. Det blev oprettet ved kongelig resolution i kølvandet på tabet af Norge i 1814, hvor den daværende kronprins var udstationeret. Guvernøren boede på Odense Slot.

## Liste over guvernører
- Kronprins Christian (1815 - 1839)
- Kronprins Frederik (1839 - 1848)